# 光果宽叶独行菜
光果宽叶独行菜（学名：Lepidium latifolium var. affine）为十字花科独行菜属宽叶独行菜的变种。分布于亚洲北部以及中国大陆的西北、东北、华北等地，多生于田边、含盐质的沙滩以及路旁，目前尚未由人工引种栽培。

## 别名
北独行菜（东北植物检索表）